# Schoolslag

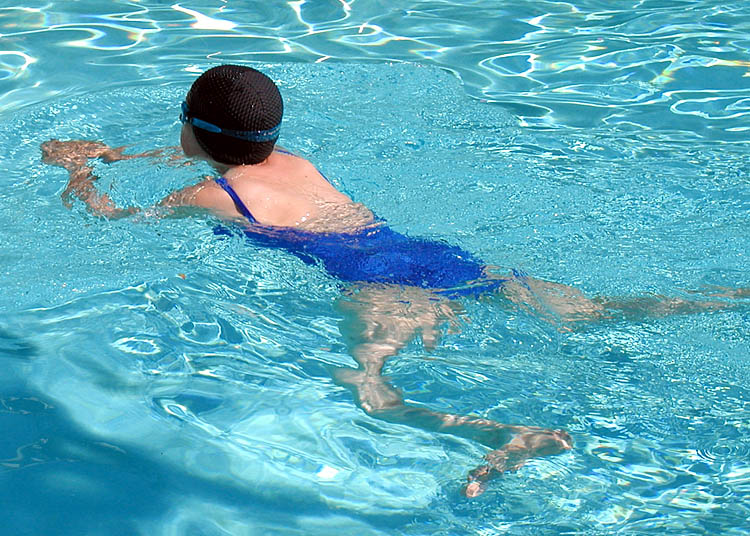
Schoolslag

Schoolslag is een zwemslag waarbij de zwemmer op de borst ligt en zichzelf met hand- en beenbewegingen vooruit beweegt.
Het is niet alleen de oudste, maar tevens de meest in de praktijk gebrachte slag. Daarvoor is de voornaamste reden dat deze slag als eerste wordt aangeleerd door scholen. Verder hebben veel hobbyzwemmers een voorkeur voor deze slag omdat de zwemmer eenvoudig in staat is adem te halen. Topzwemmers overbruggen met deze slag gemiddeld 1,67 meter per seconde.
Schoolslag is een zogeheten discontinue slag; de verplaatsing is schoksgewijs.

## Beenslag
De beenslag is onder te verdelen in:
1. benen gestrekt
2. voeten naar buiten draaien, tenen optrekken
3. voeten intrekken, met de hakken tegen elkaar, zodat de knieën buigen
4. benen uitslaan tot spreidstand
5. benen sluiten, met een klap
6. de gestrekte houding even vasthouden (drijven)

Bij de schoolslag is de 'dichtklappende' beenbeweging verreweg de belangrijkste stuwingfactor. Het stuwvlak bestaat uit de binnenzijde van de enkel, de voetzool en het been, waarbij de enkel, voetzool en onderbeen het meeste stuwkracht hebben omdat deze als het ware aan het uiteinde van de 'hefboom' zitten en dus meer kracht uitoefenen dan het bovenbeen. Deze techniek (ook wel kikkerbenen genoemd) wordt veel gebruikt door beginnende zwemmers, meer ervaren zwemmers bouwen echter verder op deze techniek. Door de benen uit elkaar te spreiden wordt veel weerstand veroorzaakt, daarom worden de knieën dichter bij elkaar gehouden en vooral de voeten gebruikt voor stuwing.

## Armslag
Is de functie van de armslag bij een geoefende schoolslagzwemmer primair stuwend, bij beginnende zwemmers worden de armen vooral gebruikt om het hoofd boven water te houden. Zo wordt steun gezocht. De schoolarmslag is de enige armslag waarbij de contrafase - de fase waarin de handen en armen terug naar voren (in de zwemrichting) worden bewogen - onder water plaatsheeft. De armen en handen mogen officieel tijdens de gehele slag niet verder dan de elleboog boven het wateroppervlak uit, hetgeen veel weerstand tot gevolg heeft.
De armslag is onder te verdelen in:
1. uitgangshouding - de armen bevinden zich gestrekt naar voren met de vlakke handen tegen elkaar
2. glijfase - het lichaam glijdt in deze houding, met zo min mogelijk wrijving, naar voren door het water
3. trekfase - de zwemmer beweegt zijn beide gestrekte armen buitenlangs synchroon naar achteren
4. duwfase - de armen worden gebogen en onder de borstkas bij elkaar gebracht
5. contrafase - de vlakke handen worden weer tegen elkaar gebracht zodat de armen met zo min mogelijk wrijving weer naar voren toe gestrekt kunnen worden

Het intrekken van de benen moet beginnen op het moment dat de armen al iets uit elkaar zijn. Voor de meeste mensen gaat het combineren van arm- en beenslag op een heel natuurlijke manier. Kinderen onder zes jaar kunnen echter een neiging hebben de armslag verkeerd om te maken.
Juist bij de armslag zijn de individuele verschillen groot; bij de een smallere en bij de ander juist een bredere uitvoering van de stuwbaan, de lengte van de stuwbaan en/of de diepte van de trekfase.

## Regels in wedstrijdverband
- er wordt gestart vanaf het startblok;
- na start en keerpunt mag tijdens de onderwaterfase een enkele vlinderbeenslag worden gemaakt;
- na start en keerpunt mag slechts een cyclus onder water worden gezwommen. Wanneer de armen daarna het wijdste punt hebben bereikt, dient het hoofd de waterspiegel te doorbreken;
- tijdens het zwemmen moet na iedere been-/armbeweging een deel van het hoofd het wateroppervlak doorbreken;
- het eind- en keerpunt wordt met beide handen, van elkaar gescheiden en gelijktijdig aangetikt, boven of onder het wateroppervlak
- de beweging van de arm- en beenslag gebeuren in het horizontale vlak.

## Schoolslag in wedstrijdverband
Bij de Olympische Spelen van 1904 in St. Louis stond de schoolslag voor het eerst op het olympisch programma; dat ging over een afstand van 440 yards.
- 50 meter schoolslag
- 100 meter schoolslag
- 200 meter schoolslag

## Vermaarde schoolslagzwemmers
- Alia Atkinson, Jamaica
- Madelon Baans, Nederland
- Mike Barrowman, Verenigde Staten
- Amanda Beard, Verenigde Staten
- Cameron van der Burgh, Zuid-Afrika
- Alexander Dale Oen, Noorwegen
- Frédérik Deburghgraeve, België
- Lia Dekker, Nederland
- Ron Dekker, Nederland
- Nelson Diebel, Verenigde Staten
- Domenico Fioravanti, Italië
- Dániel Gyurta, Hongarije
- Brendan Hansen, Verenigde Staten
- Jessica Hardy, Verenigde Staten
- John Hencken, Verenigde Staten
- Penelope Heyns, Zuid-Afrika
- Chet Jastremski, Verenigde Staten
- Leisel Jones, Australië
- Kosuke Kitajima, Japan
- Oleg Lisogor, Oekraïne
- Rūta Meilutytė, Litouwen
- Moniek Nijhuis, Nederland
- Adam Peaty, Verenigd Koninkrijk
- Irina Pozdnjakova, Rusland
- Pablo Restrepo, Colombia
- Norbert Rózsa, Hongarije
- Rebecca Soni, Verenigde Staten
- Petra van Staveren, Nederland
- Lennart Stekelenburg, Nederland
- Nobutaka Taguchi, Japan
- Loes Zanderink, Nederland
- Thijs van Valkengoed, Nederland